# 齊齊卡馬山

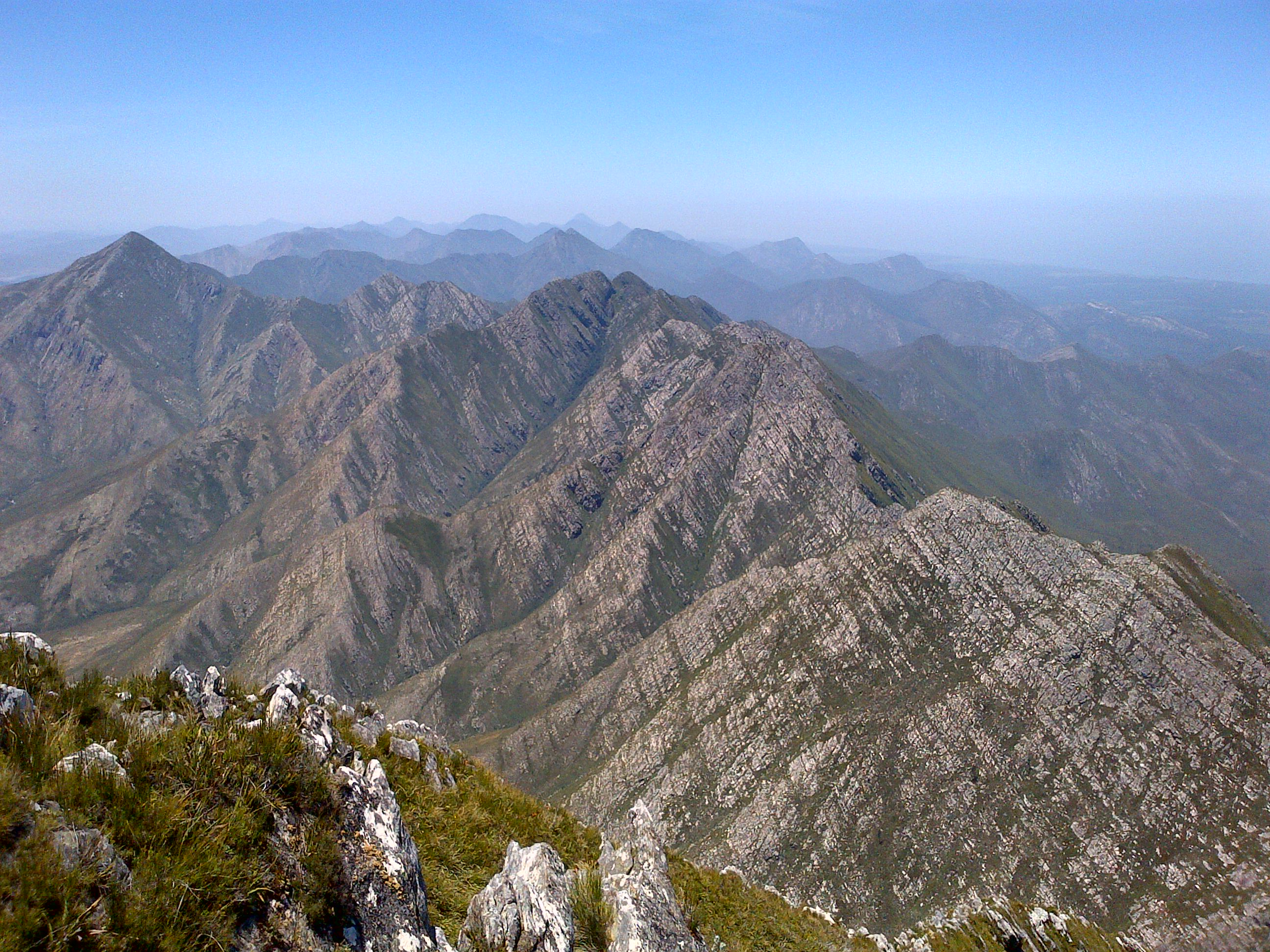
福爾摩沙峰東側景

33°50′0″S 23°58′0″E / 33.83333°S 23.96667°E
齊齊卡馬山是南非的山脈，位於該國南部，橫跨西開普省和東開普省，長80公里、寬30公里，最高點為福爾摩沙峰，海拔高度1,675米。每年平均降雨量超過1,000毫米，山體由砂岩組成。